# Bildarchiv der ETH-Bibliothek
Das Bildarchiv der ETH-Bibliothek sichert, erschliesst und vermittelt die Bildbestände der Bibliothek. Seine Bildbestände von nationaler und internationaler Bedeutung dokumentieren u. a. die Entwicklung der ETH Zürich, Forschungsreisen in ferne Länder, Siedlungsentwicklung sowie sozial-, polit- und technikgeschichtliche Veränderungen der Schweiz.
Das Bildarchiv der ETH-Bibliothek wurde am 1. März 2001 als organisatorische Einheit der ETH-Bibliothek gegründet. Es betreut aber eine Vielzahl von Bildbeständen, die bereits in den vorangegangenen Jahrzehnten von der Bibliothek, v. a. im Rahmen von wissenschaftlichen Nachlässen, übernommen wurden.

## Inhaltliche Schwerpunkte
Das Archiv verfügt über Bildbestände mit unmittelbarem Bezug zur Geschichte der ETH Zürich und ihrer baulichen wie personellen Entwicklung:
- Ansichten (ab ca. 1860): historische Fotografien von Gebäuden, Instituten, Hörsälen und Laboratorien der ETH Zürich
- Porträts ehemaliger Angehöriger und Studierender der ETH Zürich sowie namhafter Wissenschaftler
- Fotosammlungen von Instituten der ETH Zürich wie beispielsweise:
  - Geobotanisches Institut/Stiftung Rübel
  - Geologisches Institut
  - Institut für Aerodynamik
  - Institut für Denkmalpflege (Georg Mörsch)
  - Photographisches Institut
- Fotografien und Zeichnungen aus Nachlässen ehemaliger Professoren der ETH Zürich: z. B. Albert Frey-Wyssling, Immanuel Friedlaender, Albert Heim, Arnold Heim, Robert Maillart, Leopold Ružička, Carl Schroeter, Leo Wehrli oder Hans Leibundgut

Des Weiteren sind umfangreiche Bildbestände mit einem breiteren Bezug zu Wissenschaft und Technik und Themen wie Zivilluftfahrt, Landschafts- und Siedlungsentwicklung, (Industrie-)Architektur oder Naturfotografie archiviert:
- Archiv der Stiftung Luftbild Schweiz (1918–2011): Luftbilder von Walter Mittelholzer von Flügen in der Schweiz und nach Persien, Südafrika, Tschad, Abessinien, Spitzbergen oder als erster über den Kilimandscharo, Senkrecht- und Schrägaufnahmen der Schweiz, aufgenommen durch die Swissair Photo AG
- Fotoarchiv der Swissair (1931–2001): Fotografien und Filme zur Zivilfliegerei, vom Flugbetrieb sowie von Flugzeugen und Destinationen der ehemaligen Schweizer Luftfahrtgesellschaft Swissair
- Archiv der Fotoagentur Comet Photo AG (1952–1999): Pressebilder zu Themen wie Architektur, Kultur, Natur, Politik, Prominenz, Sport, Technik, Verkehr u. a., mit Bezug zur Schweiz
- Ansichten (ab ca. 1860): Landschafts- und Ortsansichten (Schwerpunkt Schweiz)
- Weitere private Bildnachlässe: Fotoarchiv der Stiftung Documenta Natura, Fotoarchiv der Stiftung Industriekultur von Hans-Peter Bärtschi, Luftbildarchiv der Air Color SA (Meyrin), Naturfotografien von Albert Krebs sowie die Orchideenfotografien von Hans R. Reinhard

Die Bildmaterialien dienen als primäre Informationsquelle und als Quelle für Untersuchungen über Bildproduktion und -verwendung. Nicht zuletzt belegen die Abzüge, Negative, Glasdias und vereinzelten Filme auch die technische Entwicklung des Mediums Bild.

## Recherche / Digitale Angebote
Recherche und Online-Zugang zu den digitalisierten Beständen des Bildarchivs über: E-Pics – Bildarchiv Online
Das Bildarchiv bietet regelmässig Kurse zur Bildrecherche an.
Ausgewählte Bestände sind zudem auf Wikimedia Commons frei verfügbar.
Seit März 2015 sind die Bilder, sofern die Rechte vorliegen, Open Data, d. h. sie können für sämtliche Nutzungsrechte frei heruntergeladen werden. Der Bildnachweis ist: ETH-Bibliothek Zürich, Bildarchiv.

## Crowdsourcing
Seit 2009 betreibt das Bildarchiv aktiv Crowdsourcing. Von 2009 bis 2013 wurde das Fotoarchiv der Swissair mit der Hilfe von Swissair-Pensionären erschlossen. Seit Ende 2015 kann in der Online-Bilddatenbank E-Pics Bildarchiv Online jedes Bild kommentiert werden. Über die laufenden Arbeiten und Projekte informiert das Bildarchiv seine grosse Crowdcommunity im eigenen Blog Crowdsourcing: Aktuelles und Erfahrungen aus der Community. Seit Februar 2018 ist zudem das Georeferenzieren von Bildern auf der kollaborativen Plattform sMapshot der Hochschule für Wirtschaft und Ingenieurwissenschaften des Kantons Waadt (HEIG-VD) möglich.

## Publikationen
In der Reihe «Bilderwelten» (Fotografien aus dem Bildarchiv der ETH-Bibliothek) werden zentrale Bestände des Archivs in Text und Bild thematisch präsentiert.